# Massacre do Lena

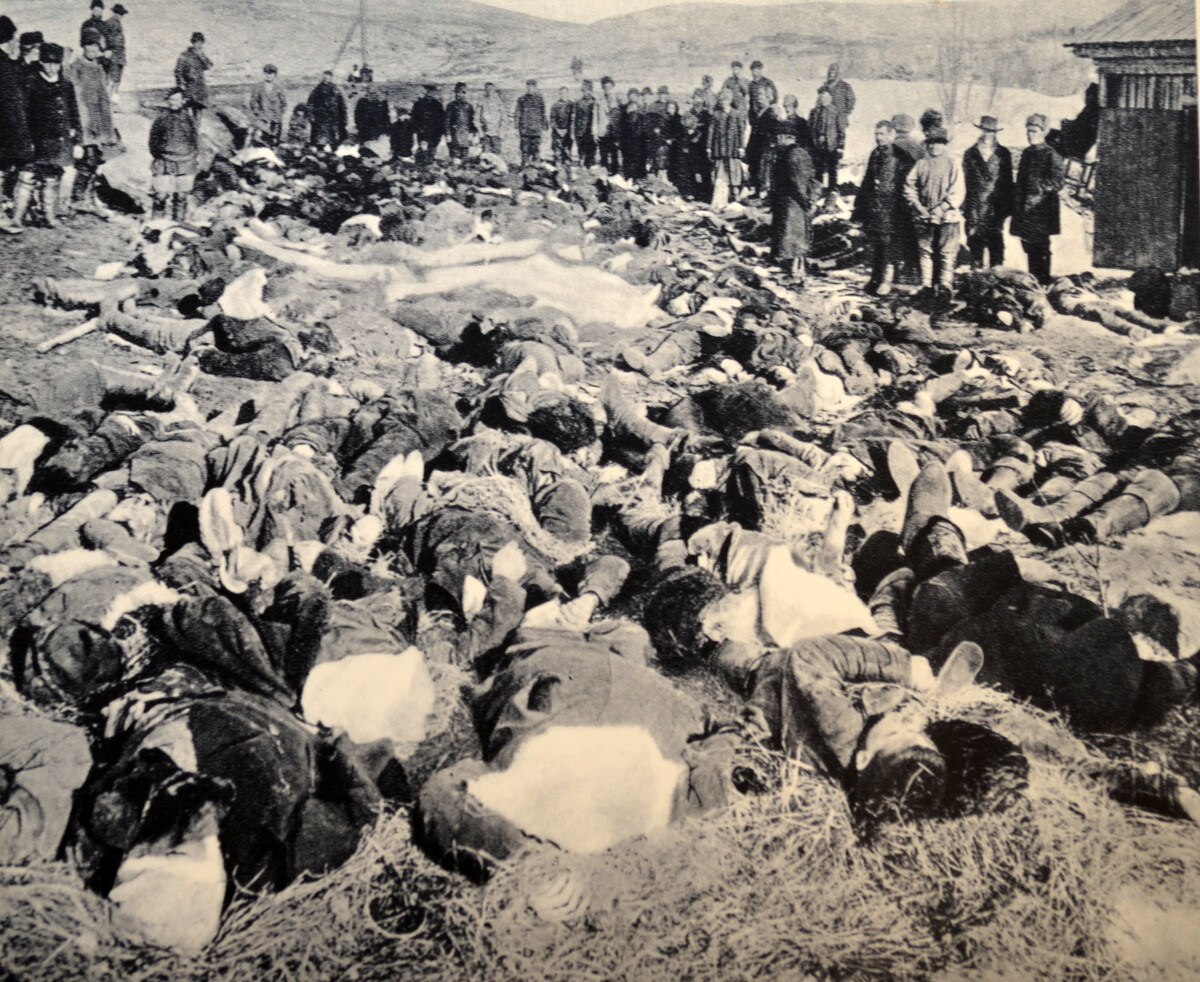
Vista parcial dos mortos logo depois do massacre.

A expressão Massacre do Lena refere-se ao massacre por soldados do Exército Imperial Russo, de várias centenas de trabalhadores das minas de ouro de Bodajbo, um centro de mineração localizado na bacia do  Rio Lena, na Sibéria em 17 abril de 1912.

## Os fatos
Os trabalhadores eram empregados pela empresa Lenzoloto (de zoloto, em russo ouro), proprietária  de várias minas de ouro em toda a área (que era chamada O distrito de ouro do Lena), que obtinha enormes lucros naqueles anos, em torno de sete milhões de rublos anuais. 
As condições em que operavam eram insatisfatórias, com longas jornadas, baixos salários e falta de medidas de segurança que provocavam uma alta freqüência de acidentes, para cada mil trabalhadores havia mais de 700 acidentes, adicionado a má qualidade da comida servida pela empresa nas lojas da aldeia. Este estado de coisas levou os mineiros a realizarem uma série de ações que visam prejudicar a empresa. Greves espontâneas começaram em 29 de fevereiro do mesmo ano, por algumas centenas de trabalhadores no campo da Andreevskij, estas foram aumentando em março, com cerca 6 000 trabalhadores em campos vizinhos aderindo a greve. Os grevistas formaram um comitê com o objetivo de negociar melhores condições de trabalho e salários com os proprietários da Lenzoloto.
A empresa  parecia a princípio disposta a negociar com os grevistas, mas na noite de 17 de abril, todos os membros do comitê de greve foram presos. Na manhã seguinte, os trabalhadores exigiram a sua libertação imediata. Naquela tarde, cerca de 2.500 pessoas marcharam em direção ao escritório da mineradora no acampamento de  Nadezhdinsky, para entregar uma reclamação sobre a arbitrariedade das autoridades. As tropas, sob o comando de um oficial da polícia, eles abriram fogo contra manifestantes provocando cerca de 500 mortos e feridos (O jornal local Zvezda relatou 270 mortos e 250 feridos).
Estes números foram utilizados para fins de propaganda durante a era soviética. No entanto, um dos relatórios da empresa, de 18 de abril, menciona 150 mortos e 100 feridos.

## Reações
A notícia do massacre se espalhou rapidamente por toda a Rússia, levando a numerosos conflitos e paralisações de funcionários de fábricas em Moscou, São Petersburgo e outros centros importantes no país.
Lenin argumentou que o massacre tinha inflamadas as massas com um fogo revolucionário.

## Comissão de investigação
O público exigiu que o governo enviasse uma comissão para os garimpos para investigar o incidente. O ministro do Interior Maklakov deu pouca importância ao massacre citando: Assim foi. Assim será.
A comissão do Duma sobre o massacre do Lena foi dirigida por Alexander Kerensky. Seus relatórios detalhados do incidente o promoveram, auxiliando-o em sua carreira e tornando-o um dos líderes populares da Duma bem como, alguns anos mais tarde, chefe do Governo Provisório Russo. 